# Лапорт (Пенсилванија)
Лапорт (енгл. Laporte) град је у америчкој савезној држави Пенсилванија.

## Демографија
По попису из 2010. године број становника је 316, што је 26 (9,0%) становника више него 2000. године.
| Група             | 2000.       | 2010.       |
| Белци             | 287 (99,0%) | 307 (97,2%) |
| Афроамериканци    | 1 (0,3%)    | 2 (0,6%)    |
| Азијати           | 0 (0,0%)    | 1 (0,3%)    |
| Хиспаноамериканци | 0 (0,0%)    | 3 (0,9%)    |
| Укупно            | 290         | 316         |